# Alfred Jaroszewicz
Alfred Karol Jaroszewicz ps. „Turczyński”, „Zygmunt”, „Gruby” (ur. 3 listopada 1902 w Warszawie, zm. 16 października 1981 w Tomaszowie Mazowieckim) – polski oficer, polityk.

## Życiorys
Alfred Jaroszewicz urodził się 3 listopada 1902. Był synem Władysława i Amelii z domu Kolberg. Był stryjecznym bratem Piotra Jaroszewicza.
Brał udział w wojnie polsko-bolszewickiej. Po zdaniu egzaminu dojrzałości w 1922, na propozycję kierownika referatu narodowościowego Samodzielnego Referatu Informacyjnego Oddziału II Sztabu Głównego kpt. Grafa, podjął służbę w tej komórce, początkowo pracując jako referent, następnie zostając kierownikiem referatu narodowościowego w samodzielnym referacie informacyjnym Dowództwa Okręgu Korpusu nr I w Warszawie. Był członkiem Związku Peowiaków. Już po podjęciu pracy w wywiadzie wstąpił do Związku Niezależnej Młodzieży Socjalistycznej. Według Józefa Światły zarówno Jaroszewicz, jak i Włodzimierz Lechowicz wstąpili do pracy w Oddziale II, będąc agentami wywiadu sowieckiego Zarządu Wywiadowczego (Razwiedupru), obaj zwerbowani przez rezydenta wywiadu sowieckiego Samuela Fogelsona. Został awansowany na stopień podporucznika rezerwy piechoty Wojska Polskiego ze starszeństwem z dniem 1 lipca 1925. W 1934 oficerem rezerwy 30 pułku piechoty i pozostawał wówczas w ewidencji Powiatowej Komendy Uzupełnień Warszawa Miasto III. Od 1927 do 1939 działał w kierownictwie Stowarzyszenia Urzędników Państwowych (jako wiceprezes) oraz w Stowarzyszeniu Urzędników Umysłowych Przemysłu Polskiego. Od 1932 pełnił stanowisko kierownika wydziału ochrony w SRI. Od 1934 był dyrektorem administracyjno-handlowym Państwowych Zakładów Inżynierii „Ursus”.
Po wybuchu II wojny światowej brał udział w kampanii wrześniowej w szeregach macierzystego 30 pułku piechoty. Podczas okupacji niemieckiej od początku 1940 działał w Komendzie Głównej Związku Walki Zbrojnej. Później był oficerem Armii Krajowej od 1940 do 1944. Służył w Kierownictwie Produkcji Uzbrojenia w strukturze Komendy Głównej Armii Krajowej. Pełnił stanowisko sekretarza generalnego przemysłu wojennego w KG AK. Działając w podwójnej roli przeniknął do struktur Komendy Głównej Gwardii Ludowej oraz do wywiadu GL. Według Józefa Światły, Jaroszewicz, jak i Lechowicz zostali skierowani przez Mariana Spychalskiego do Państwowego Korpusu Bezpieczeństwa, zaś byli fałszywie oskarżani o działanie na rzecz podziemia antykomunistycznego. Był także działaczem podziemnych struktur Stronnictwa Demokratycznego. Uczestniczył w powstaniu warszawskim. Był przetrzymywany w Stalagu 318/344 Lamsdorf.

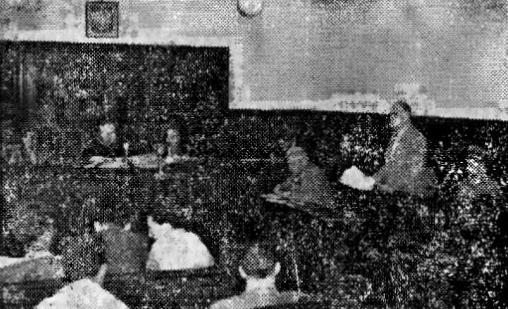
Proces Alfreda Jaroszewicza przed Sądem Wojewódzkim w Warszawie w 1955

Po wojnie został politykiem SD. W 1946 został wiceministrem aprowizacji i handlu. Przeciw niemu, jego współpracownikom, a także Lechowiczowi została podjęta działalność operacyjna Ministerstwa Bezpieczeństwa Publicznego. Został aresztowany 13 października 1948 (była to tzw. sprawa Jaroszewicza-Lechowicza). Została wówczas aresztowana także jego żona Emilia. Od 1948 do 1956 był więziony, osadzony w oddziale XII („A”) więzienia mokotowskiego oraz w tajnym więzieniu Departamentu X MBP, utworzonym w wilii w Miedzeszynie. 28 czerwca 1955 przed Sądem Wojewódzkim dla miasta stołecznego Warszawy rozpoczął się jego proces, w którym został oskarżony o rzekome realizowanie polityki przedwojennych reakcyjnych rządów, w tym dławienie ruchu rewolucyjnego, mając działając na szkodę narodu polskiego i przyczyniając się si faszyzacji kraju, o szkodliwą dla narodu polskiego działalność w czasie od 1940 do lipca 1944, gdy miał przekazywać gestapo informacje o zwolennikach ruchu antyfaszystowskiego oraz o działanie po 1944, gdy działając w porozumieniu z innymi osobami miał zamierzać przemocą zmienić ustrój Polski Ludowej. Zarzucono mu, że w swojej pracy kierownika referatu SRI w DOK I miał zwalczać działalność komunistyczną w II RP, dysponując siecią agentów, stosując prowokacje, a pełniąc od 1932 stanowisko kierownika wydziału ochrony w SRI miał rozpracowywać i zwalczać ruch komunistyczny na terenie zakładów zbrojeniowych DOK I. Na niekorzyść ruchu komunistycznego miał podejmować działania także w czasie pracy w zakładach „Ursusa”. Do służby na rzecz tzw. „dwójki” miał wprowadzić także swojego brata, Władysława (lekarza, dzięki bliskim kontaktom z zastępcą szefa O. II SG ppłk Stefanem Mayerem skierowanego do pracy na rzecz Samodzielnego Referatu Technicznego). W 1938 wraz z Włodzimierzem Lechowiczem, Bogusławem Buczyńskim i Stanisławem Nienałtowskim miał stworzyć zakonspirowaną komórkę „dwójki”, której członkowie, m.in. przestudiowawszy ideologię marksizmu, przenikali do struktur KPP celem dokonywania prowokacji. Już podczas okupacji niemieckiej w tym samym gronie o rozszerzonym składzie działali w tzw. Kole Inteligencji Społecznej (KIS). Według aktu oskarżenia w czasie wojny Jaroszewicz miał współpracować z szefem Oddziału II KG ZWZ ppłk. Tadeuszem Pełczyńskim ps. „Grzegorz” celem rozpracowywania, infiltracji i zwalczania ruchów lewicowo-rewolucyjnych, organizując grupę dywersyjną wspólnie z W. Lechowiczem, B. Buczyńskim i S. Nienałtowskim oraz przenikając do struktur Sztabu Głównego Gwardii Ludowej, zajmując w niej kierownicze stanowiska i wykorzystując je do zwalczania tej organizacji. Ponadto miał przekazywać informacje o członkach PPR, GL, AL na rzecz funkcjonariusza Gestapo Wernera. W myśl aktu oskarżenia w 1943 wraz z Lechowiczem miał stworzyć grupę spośród członków i współpracowników „dwójki” (w jej składzie miał znaleźć się m.in. Kazimierz Moczarski), która po wkroczeniu Armii Czerwonej i nastaniu władzy komunistycznej w Polsce miała na celu niszczenie Polski Ludowej poprzez obejmowanie stanowisk w jej aparacie. Z poparcia M. Spychalskiego zarówno Jaroszewicz, jak i Lechowicz otrzymali stanowiska ministerialne, a sami także mieli obsadzać na odpowiedzialne posady działaczy „dwójki”. Przed sądem Jaroszewicz, który sam siebie określił jako „pryncypialny socjalista”, przyznał się – aczkolwiek z podniesionymi z zastrzeżeniami – do zarzucanej mu działalności przed 1939 rokiem (czym miał przyczynić się do faszyzacji Polski i klęski kampanii wrześniowej) oraz do działalności dywersyjnej po 1944, natomiast nie przyznał się do współpracy z Gestapo podczas wojny, informując, że nie znał gestapowca Wernera, a jedynie oficera komendy dywersyjnej AK Grzegorza Wernera. W procesie zeznawali Stanisław Mieszkowski, Ignacy Brzeski, Adam Dobrowolski, Kochanowicz, żona oskarżonego Emilia Jaroszewicz, Stanisław Nienałtowski. Obrońcą Jaroszewicza był Marian Rozenblit, a oskarżycielem publicznym w procesie prokurator Maciej Majster, który wnosił o karę 15 lat pozbawienia wolności. Wyrokiem Sądu Wojewódzkiego w Warszawie z 30 czerwca 1955 Alfred Jaroszewicz został skazany na karę 12 lat pozbawienia wolności. Kilka dni później, w dniach 4–6 lipca 1955 zeznawał jako świadek w procesie W. Lechowicza przed tym samym sądem i skazanego na 15 lat więzienia, zaprzeczając wówczas jego wyjaśnieniom, iż sam należał do KPP. Został zwolniony z odbywania kary i w 1957 zrehabilitowany przez Sąd Najwyższy.
Zmarł 16 października 1981.

## Odznaczenia
- Krzyż Komandorski Orderu Odrodzenia Polski (1946)[27]